# Rangpuri
Le rangpuri au Bengladesh ou kamta en Inde, aussi appelé bahe ou rajbanshi, est une langue indo-aryenne orientale de la branche bengali-assamais, parlée par les habitants du nord du Bengale-Occidental, de l'ouest de l'Assam en Inde, de l'état du Sikkim (Inde) et de la division de Rangpur au Bangladesh. Beaucoup de locuteurs sont bilingues (bengali et assamais) dans leurs régions respectives.
On estime à plus de 1 300 000, le nombre de locuteurs de cette langue.
Selon Glottolog, le groupe kamta du centre-est est composé du kamta en Inde et du rangpuri au Bengladesh. Avec le rajbanshi (du Népal) et le surjapuri, ils forment le groupe de langues kamta.

## Apellations
La langue rangpuri porte de nombreux noms, le plus courant étant bahe bien que Deshi bhasha et Anchalit bhasha soient également utilisés.

## Comparaison avec les langues apparentées
| Français                                     | Kamarupi             | Kamarupi                | Rarhi            | Vangiya               |
| Français                                     | Kamtapuri            | Assamais                | bengali          | Sylheti               |
| -------------------------------------------- | -------------------- | ----------------------- | ---------------- | --------------------- |
| je fais                                      | Muĩ korong           | Moe korü̃/korönɡ         | Ami kori         | Mui/Ami xori          |
| je fais                                      | Muĩ korir dhorichung | Moe kori asü̃/asöng      | Ami korchhi      | Mui/Ami xoriar/xorram |
| J'ai fait                                    | Muĩ korisong         | Moe korisü̃/korisöng     | Ami korechhi     | Mui/Ami xor(i)si      |
| j'ai fait                                    | Muĩ korilung         | Moe korilü̃/korilöng     | Ami kôrlam       | Mui/Ami xorlam        |
| je fit                                       | Muĩ korisilung       | Moe korisilü̃/korisilong | Ami korechhilam  | Mui/Ami xors(i)lam    |
| je faisais                                   | Muĩkoria asilung     | Moe kori asilü̃/asilöng  | Ami korchhilam   | Mui/Ami xorat aslam   |
| je ferai                                     | Muĩkorim             | Moe korim               | Ami Korbo        | Mui/Ami xormu         |
| je serai en train de faire (futur antérieur) | Muĩkoria thakim      | Moe kori thakim         | Ami korte thakbo | Mui/Ami xorat táxmu   |

## Wikimedia
- Kamtapuri Wikimedia
- Rajbanshi Wikimedia (Nepal)